# Онекама (Мичиген)
Онекама (енгл. Onekama) град је у америчкој савезној држави Мичиген.

## Демографија
По попису из 2010. године број становника је 411, што је 236 (-36,5%) становника мање него 2000. године.
| Група             | 2000.       | 2010.       |
| Белци             | 497 (76,8%) | 391 (95,1%) |
| Афроамериканци    | 1 (0,2%)    | 1 (0,2%)    |
| Азијати           | 0 (0,0%)    | 1 (0,2%)    |
| Хиспаноамериканци | 141 (21,8%) | 8 (1,9%)    |
| Укупно            | 647         | 411         |